# Moleta de Fatxes
La Moleta de Fatxes és una muntanya de 618 metres que es troba al municipi de Vandellòs i l'Hospitalet de l'Infant, a la comarca catalana del Baix Camp. S'alça a l'est del poble, avui abandonat, de Fatxes.